# Dasineura sodalis
Dasineura sodalis är en tvåvingeart som först beskrevs av Löw 1877.  Dasineura sodalis ingår i släktet Dasineura och familjen gallmyggor. Inga underarter finns listade i Catalogue of Life.